# Vrelinghuis

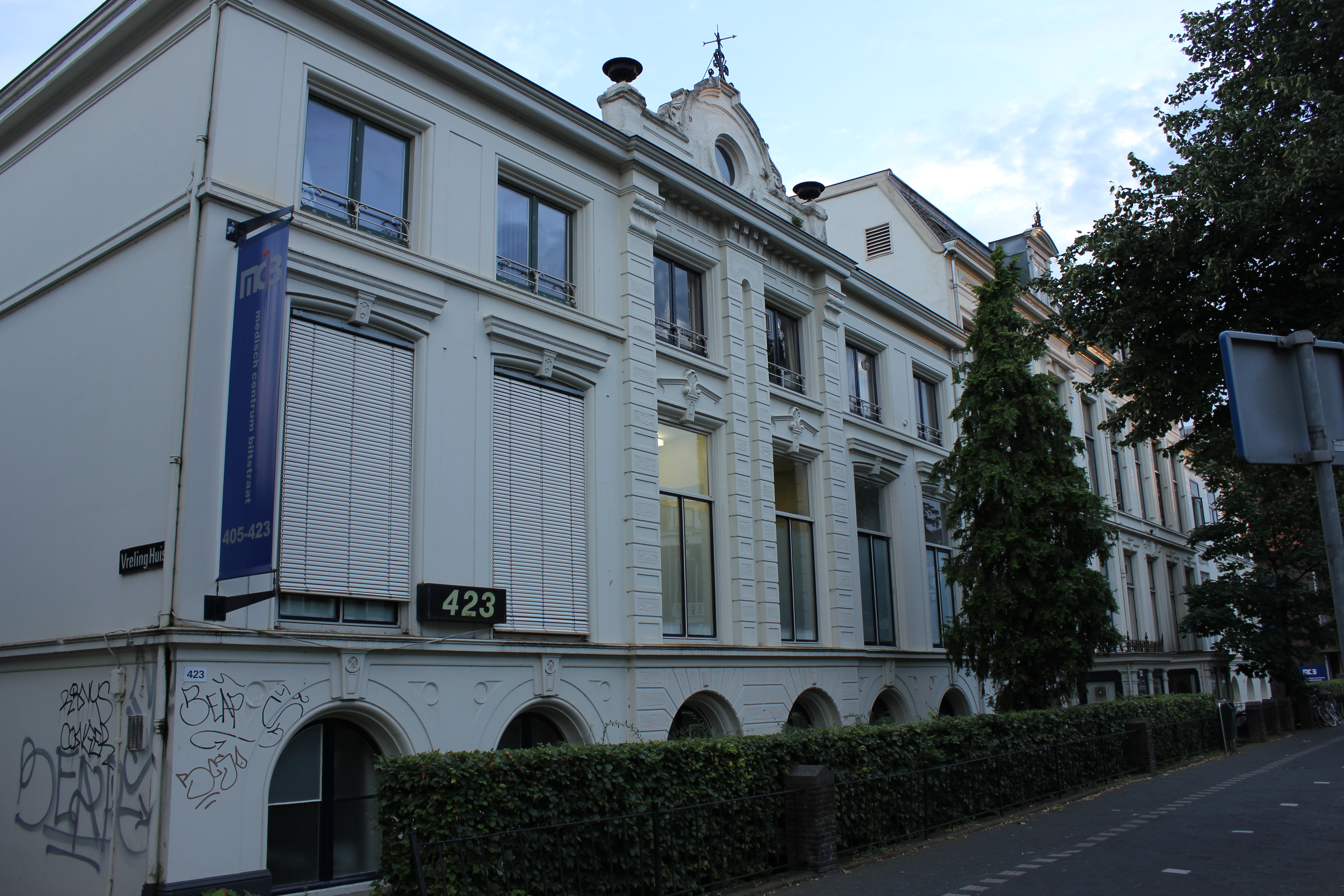
Het Vrelinghuis in 2012

Het Vrelinghuis is een Nederlandse abortuskliniek aan de Biltstraat 423 in Utrecht. Het Vrelinghuis is gevestigd in de Stadskliniek Utrecht en is gespecialiseerd om zwangerschapsafbreking (abortus) uit te voeren tot en met 22 weken. Het Vrelinghuis is aangesloten bij de Stichting Samenwerkende Abortusklinieken Nederland (StiSAN). Ook onderhoudt het Vrelinghuis samenwerking met het Universitair Medisch Centrum Utrecht (UMC Utrecht).
De kliniek wordt beheerd door de Stichting voor Hulpverlening bij Zwangerschapsonderbreking Utrecht en Omgeving, opgericht op 10 december 1970 met als doel om op verantwoorde wijze zwangerschappen te kunnen beëindigen. De kliniek begon haar werkzaamheden in 1972.